# Коллінс (Нью-Йорк)
Коллінс (англ. Collins) — місто (англ. town) в США, в окрузі Ері штату Нью-Йорк. Населення — 5894 особи (2020).

## Демографія
Згідно з переписом 2010 року, у місті мешкала 6601 особа в 1645 домогосподарствах у складі 1068 родин. Було 1889 помешкань
Расовий склад населення:
| - 75,9 % — білих - 17,1 % — чорних або афроамериканців - 2,9 % — корінних американців - 0,2 % — азіатів - 2,8 % — осіб інших рас |

До двох чи більше рас належало 1,1 %. Частка іспаномовних становила 6,9 % від усіх жителів.
За віковим діапазоном населення розподілялося таким чином: 13,6 % — особи молодші 18 років, 75,9 % — особи у віці 18—64 років, 10,5 % — особи у віці 65 років та старші. Медіана віку мешканця становила 40,1 року. На 100 осіб жіночої статі у місті припадало 228,6 чоловіків;  на 100 жінок у віці від 18 років та старших — 260,6 чоловіків також старших 18 років.
Середній дохід на одне домашнє господарство  становив 70 193 долари США (медіана — 49 698), а середній дохід на одну сім'ю — 86 899 доларів (медіана — 68 125). Медіана доходів становила 43 229 доларів для чоловіків та 37 500 доларів для жінок. За межею бідності перебувало 14,5 % осіб, у тому числі 22,4 % дітей у віці до 18 років та 10,8 % осіб у віці 65 років та старших.
Цивільне працевлаштоване населення становило 1751 особа. Основні галузі зайнятості: освіта, охорона здоров'я та соціальна допомога — 29,0 %, роздрібна торгівля — 12,3 %, виробництво — 9,8 %, мистецтво, розваги та відпочинок — 9,3 %.